# Lago Sirio
Lago Sirio, jezioro Sirio – jezioro polodowcowe  w regionie Canavese, na północy Piemontu we Włoszech w granicach gmin Ivrei i Chiaverano oraz północnej części amfiteatru morenowego.
Jezioro Sirio, dawniej znane pod nazwą San Giuseppe, ma jedno źródło. Poprzednia nazwa jeziora pochodziła od klasztoru. Wzgórza wokół jeziora Sirio utworzone zostały z twardych skał diorytowych, które nie poddały się erozyjnemu działaniu lodowców.
Od 1887 roku przy jeziorze działa: zrzeszenie wioślarzy jeziora Sirio (wł. Società Canottieri Sirio). Dostęp do zbiornika wodnego jest możliwy od strony południowo-zachodniej i wschodniej.

## Fauna jeziora
Odnotowano w nim wiele gatunków ryb, m.in.: karpi, troci, bassów wielkogębowych, okoni pospolitych, sumików czarnych, linów, kleni, wzdręg i węgorzów